# عرضة (قرية لبنانية)
عرضة  هي إحدى القرى اللبنانية من قرى قضاء زغرتا في محافظة الشمال.